# Hollay Bertalan
Hollay Bertalan (eredeti nevén: Herczig Bertalan, Cigánd, 1930. szeptember 2. – Budapest, 2011. március 11.) magyar-nótaénekes, színész.

## Élete
A bodrogközi nagyközség Cigánd szülötte, a szomszédos településre, Dombrádra járt elemi iskolába, amit 1944-ben a német megszállás miatt váratlanul bezártak. Másnap a helyi Hangya Szövetkezetben boltos segédként kezdett el dolgozni. A második világháború után, a Sárospataki Református Gimnázium kihelyezett részlegén, az 1946-ban megalakult cigándi paraszt-dolgozók gimnáziumában folytatta tanulmányait. Végül Miskolcon, a Lévay József Református Gimnáziumban érettségizett.
A középiskola elvégzése után a debreceni orvosi egyetemre, majd a miskolci Nehézipari Egyetemre is felvételt nyert, de egyikre sem vágyott igazán, így felvételizett a Színház- és Filmművészeti Főiskola színész szakára, ahová az első rosta után felvették. Tanárai között volt: Apáthi Imre, Sulyok Mária, Ruttkai Éva és Ráday Imre.
A főiskola elvégzése után, 1954 és 1957 között a Szegedi Nemzeti, a Békéscsabai Jókai, majd a kaposvári Csiky Gergely színház tagja volt. A szegedi színháznál társulati tagként nem kapott szerepet, ezért három hónap elteltével átkérette magát Békéscsabára, ahol először egy dadogós katonát, majd a Montmartre-i ibolya öreg milliomosát játszotta. Ezek után Jókai darabok hőseit játszotta, köztük Az arany embert. 1957-től az Állami Déryné Színház szerződtette Budapesten. Prózai és zenés darabokban kapott szerepeket, főszerepeket. Első szerepeként Móricz Zsigmond Pillangó című kisregényéből készült darab főszereplőjét: Darabos Jóskát alakította 114 előadáson keresztül. Híres szerepe volt még A kőszívű ember fiaiban, amelyben a legfiatalabb fiút, Jenőt alakította. Néhány zenés vígjáték és prózai darabok után megkapta Dankó Pista főszerepét, de kétszázötven sikeres előadás után, Hollay otthagyta a színpadot. 1978 óta szabadfoglalkozású művészként hivatásos nótaénekes lett. Feleségével Talabér Erzsébettel együtt, műsoraikkal bejárták Európát és az amerikai földrészt. Négy éven át vezette a Szól a nóta című televíziós műsort. A rádióban másfélszáz nótafelvétele készült.

## Színpadi szerepei
A Színházi adattárban regisztrált bemutatóinak száma 3.
- 1958 - Körbe-körbe szerelem[7]
- 1961 – Mark Twain: Koldus és királyfi[8]
- 1962 - William Shakespeare: Vízkereszt vagy amit akartok … Sebastian[9]
- Arthur Miller: Édes fiaim... Chris
- Szophoklész: Antigoné... Haimón
- Jókai Mór: Az aranyember... Kadis
- Jókai Mór: És mégis mozog a föld... Jenői Kálmán
- Jókai Mór: A kőszívű ember fiai... Jenő
- Heltai Jenő: A néma levente... Mátyás király
- Móricz Zsigmond: Pillangó... Jóska
- Kálmán Imre: A montmartre-i ibolya... Rotschild báró
- Farkas Ferenc: Vők iskolája... tengerész
- Vaszy Viktor – Dékány András – Baróti Géza: Dankó Pista... Dankó Pista

## Lemezei
- Élt a Maros partján
- Az asszony, ha veszekszik (Talabér Erzsébettel)
- Csak azért iszom én….

## Díjak, elismerések
- Magyar Köztársasági Arany Érdemkereszt (2005)[10]
- Magyarnóta szerzők és Énekesek Országos Egyesületének Életmű-díja (2008)[11]